# Vas vármegye története
Vas vármegye (németül: Komitat Eisenburg, latinul: Comitatus Castriferrei) közigazgatási egység volt a Magyar Királyság dunántúli részében. Területét Magyarország, Ausztria és Szlovénia között osztották fel. Székhelye Vasvár, majd Szombathely volt. 2023-tól ismét ez Vas megye hivatalos elnevezése.

## Földrajza
A vármegye területe két részre osztható: keleti, kisebb része a Kisalföld, vagy a Pozsonyi-medence része, valamint nyugati része, amely az Alpokhoz tartozik. A vármegye legfontosabb folyói a Rába és a Lapincs.
Északról Sopron vármegye, keletről Veszprém vármegye, délről Zala vármegye, nyugatról pedig Ausztria határolta. 

## Története
A vármegyét Szent István király hozta létre az államalapítás és a királyi vármegyerendszer megszervezése idején Vasvár központtal.
Néhány községét, például Sinnersdorf (Határfalva vagy Pinkahatárfalu, ma Kramarovci, Szlovénia), Oberwaldbäuern stb. a középkor folyamán Stájerország bekebelezte, bár rájuk a vármegye továbbra is igényt formált. Nyugati részét 1922-től Ausztria, délnyugati részét pedig 1920-tól a Szerb-Horvát-Szlovén Királyság területéhez csatolták, bár a déli részén 1919-ben megpróbálták kialakítani az ún. Vendvidéki Köztársaságot, amit a terület magyar, majd szerb megszállása követett. 1950-ben a vármegye magyarországi területe kiegészült Sopron vármegye egy részével, illetve Veszprém és Zala vármegyék kaptak területéből. Szintén 1950-ben a vármegye neve hivatalosan megyére, majd 2023-ban ismét vármegyére változott.

## Lakossága
A vármegye összlakossága 1891-ben 390 371 személy volt, ebből:
- 197 389 (50,6%) magyar
- 125 526 (32,2%) német
- 47 080 (12%) vend (szlovén)
- 18 197 (4,7%) horvát

A vármegye összlakossága 1910-ben 435 793 fő, ebből:
- 247 985 (56.9%) magyar
- 117 169 (26.9%) német
- 54 036 (12.4%) vend (szlovén)
- 16 230 (3.7%) horvát

## Közigazgatás

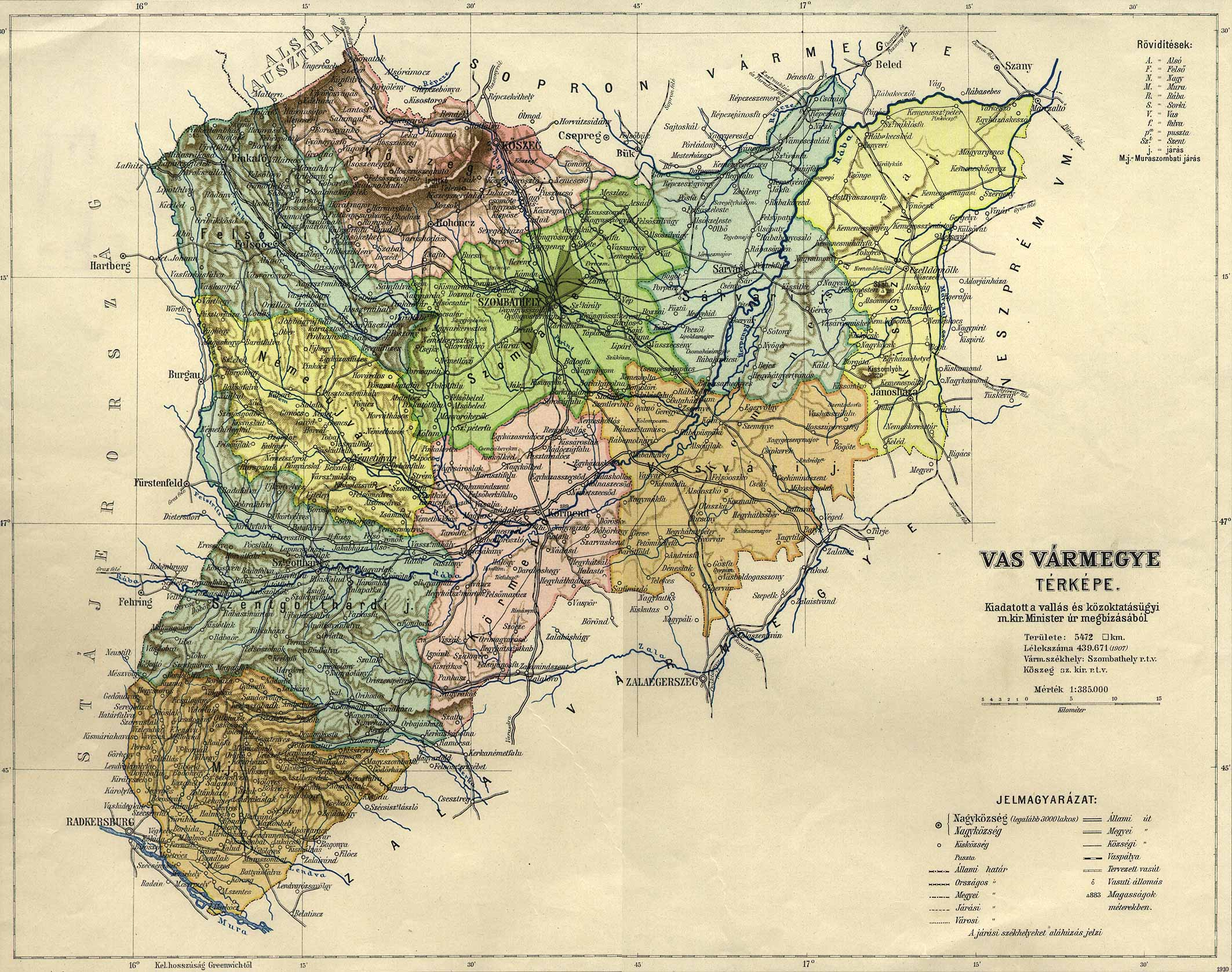
Vas vármegye közigazgatási térképe 1910-ből

A vármegye a következő tíz járásra volt felosztva az állandó járási székhelyek kijelölésétől (1886):
- Celldömölki járás, székhelye Celldömölk (a neve Kiscelli járás, székhelye pedig Kiscell volt ennek Nemesdömölkkel történt egyesüléséig, 1903-ig)
- Felsőőri járás, székhelye Felsőőr
- Körmendi járás, székhelye Körmend
- Kőszegi járás, székhelye Kőszeg (rendezett tanácsú város)
- Muraszombati járás, székhelye Muraszombat
- Németújvári járás, székhelye Németújvár
- Sárvári járás, székhelye Sárvár
- Szentgotthárdi járás, székhelye Szentgotthárd
- Szombathelyi járás, székhelye Szombathely (rendezett tanácsú város)
- Vasvári járás, székhelye Vasvár